# 微行星

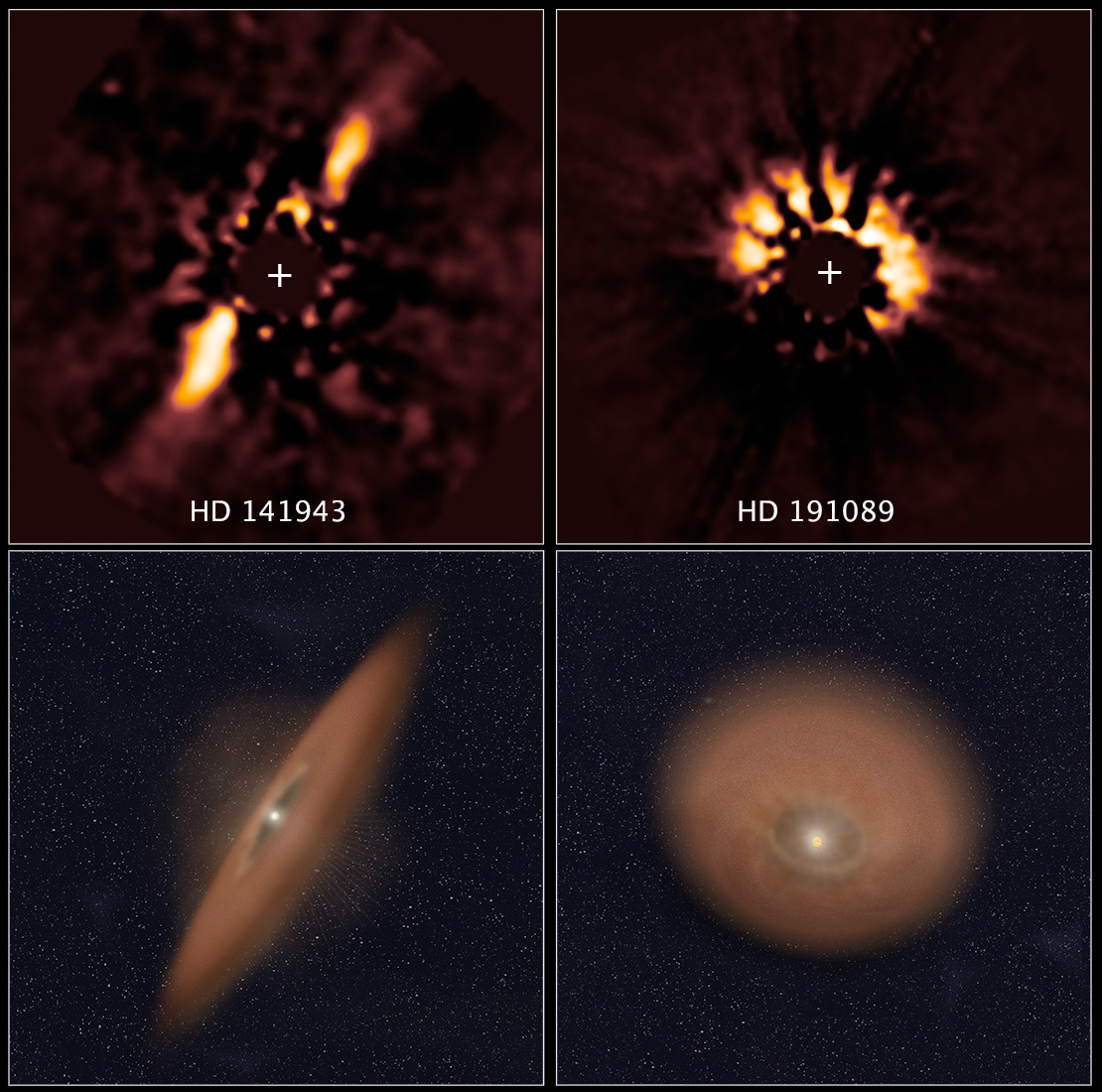
使用改進的成像處理，在哈伯太空望遠鏡的檔案照片中檢測到年輕恆星HD 141943和HD 191089的岩屑盤（2014年4月24日）

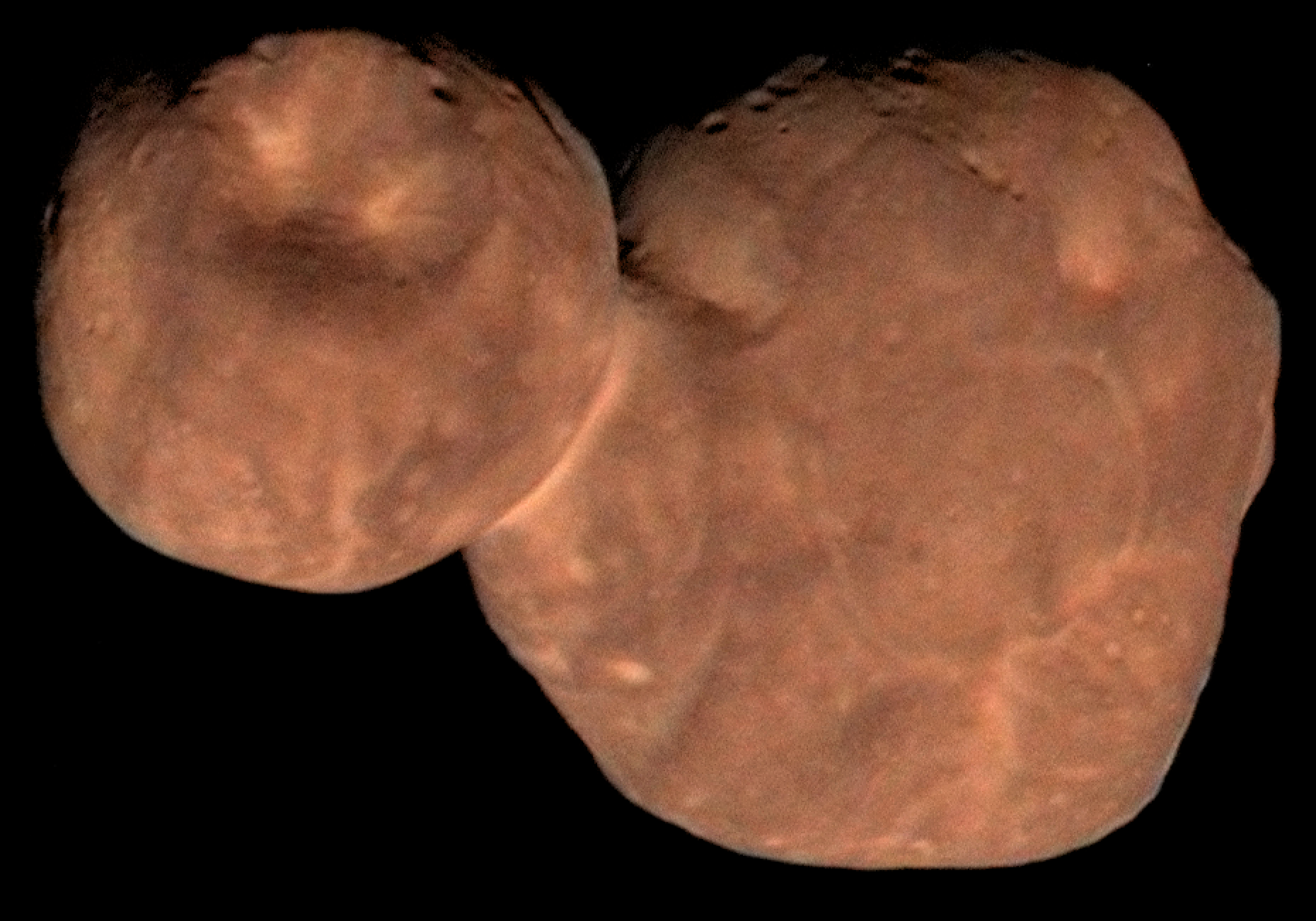
小行星486958，第一個太空船造訪的星子。

星子（英語：Planetesimal）被認為是存在於原行星盤和岩屑盤內的固態物體。它們被認為是在大約46億年前的太陽系中形成的，有助於研究太陽系的形成。
一種被廣為接受的行星形成理論是維克托·薩夫羅諾夫（Viktor Safronov）的星子假說，說明行星的形成是由微小的塵埃顆粒經由不斷的碰撞和黏合，形成越來越大的個體。當這個個體的直徑達到大約1公里的大小，就可以直接經由相互間的重力吸引，更快地形成月球尺度的原行星，成為龐然大物。這就是星子如何經常被定義的。比星子小的物體依賴布朗運動或是氣體中的湍流運動，使彼此間能發生足以導致黏合的碰撞。還有，星子也可能在原行星盤的盤面中段塵埃顆粒密集成層的區域，因為經歷重力的不穩定而聚集。許多的星子會因為劇烈的撞擊而破碎，但是一些最大的星子可能經歷這個階段後仍能存在並繼續增長成為原行星，然後成為行星。 

## 太陽系中的星子
據推斷，大約在38億年前，經過一段稱為「後期重轟炸期」的時期後，太陽系中的大部份星子不是被完全射出太陽系，進入遙遠的偏心軌道，例如奧爾特雲（Oort cloud），就是因為巨行星（尤其是木星和海王星）經常性的引力推撞而與較大的天體相撞。少數的星子可能已被俘捉成為衛星，例如 土卫九（土星的衛星）和其他許多巨行星的小型高傾角衛星。
存活至今的星子對科學而言非常寶貴，因為它們包含了太陽系形成的相關資訊。雖然它們的外部受到強烈的太陽輻射，會改變它們的化學成分，但它們的內部含有原始的物質，基本上自星子形成以來就沒有被碰過。這使得每顆小行星都成為了一個「時間囊」，它們的組成可能揭示了太陽星雲的狀況，而我們的行星系統正是從那裡形成的。太空船造訪過的最原始的小行星是密接小行星小行星486958（Arrokoth）。

## 星子的定義
在英文裡，planetesimal這個字源於數學無窮小量（無限小）的觀念，字面上的意義是無限小的行星。
當這個名詞被運用在行星形成的過程中時，有些科學家也會使用星子這個字眼當作為一般的太陽系小天體－像是小行星和彗星－，它們是在形成的過程中被留下的天體。在2006年，居於行星形成領導地位的專家們在會議中決議星子的定義如下：
|  | 星子是可以累積成為行星的固體物質，它的內部的力量是由自身的重力控制，並且它的軌道動力不受氣體阻力的影響。在太陽星雲內，這樣的物體大小約在一公里左右。 |

在現在的太陽系，這些小物體也依據動力學和構成來分類，並且也做了些附帶的演變

，
例如，成為彗星、古柏帶天體或特洛依小行星。換言之，一些星子適合成為其他種類的天體，一旦行星的形成結束，它們就會被賦予有其他不同的名稱。
需要注意的是，上述定義沒有由國際天文學聯合會背書（認可），并且其他的工作小組也許會選擇採取同樣或採用不同的定義。

## 註解和參考資料
1. ↑  Harrington, J.D.; Villard, Ray. . NASA. 24 April 2014  [2014-04-25]. （原始内容存档于2014-04-25）.
2. ↑  Jeff Moore, New Horizons press release, NASA TV, 2 January 2019
3. ↑  .   [2006-09-14]. （原始内容存档于2006-09-07）.
4. ↑  Morbidelli, A. Origin and dynamical evolution of comets and their reservoirs.
Preprint on arXiv (pdf)[永久]
5. ↑  Gomes, R., Levison, H. F., Tsiganis, K., Morbidelli, A. 2005, Origin of the cataclysmic Late Heavy Bombardment period of the terrestrial planets, Nature, 435, 466-469
Nature article （页面存档备份，存于）
6. ↑  Morbidelli, A., Levison, H. F., Tsiganis, K., Gomes, R. 2005, Chaotic capture of Jupiter's Trojan asteroids in the early Solar System, Nature, 435, 462-465
Nature article （页面存档备份，存于）

## 外部連結和資料來源
- Discovering the Essential Universe by Neil F. Comins (2001)